# Tipula legalis
Tipula legalis är en tvåvingeart som beskrevs av Alexander 1933. Tipula legalis ingår i släktet Tipula och familjen storharkrankar. Inga underarter finns listade i Catalogue of Life.